# Image vocal
『image vocal』（イマージュ・ヴォーカル）は、ニューエイジ・ミュージックのコンピレーション・アルバム『image』シリーズの一作。2003年1月29日にエピックレコードジャパンから発売。規格品番：ESCL-2377。

## 内容
シリーズ初の日本女性歌手のみで構成された1枚。

## リリース
本作と同日、シリーズ第3弾となる、『image3』（規格品番：SICC-111・ソニー・ミュージックジャパン インターナショナル）が発売された。

## 収録曲
1. Crystal Kay／Eternal Memories
  - 作詞：一倉宏/Crystal Kay　
  - 作曲：菅野よう子　編曲：菅野よう子/石井妥師
2. Chara／大切をきずくもの
  - 作詞・作曲：Chara　編曲：名越由貴夫
  - キリンビバレッジ「午後の紅茶」CM曲
3. PUSHIM／Only You
  - 作詞・作曲：Ram Back/Rand Ande
  - パナソニック 「タウ」 CM曲
4. クレモンティーヌ／悪女
  - 作詞・作曲：中島みゆき
  - 訳詞：クレモンティーヌ　編曲：野崎良太
  - トヨタ・カローラスパシオ CM曲
5. 玲葉奈／風をあつめて
  - 作詞：松本隆　作曲：細野晴臣　編曲：maybee's
  - 東レ企業 CMイメージソング
6. wyolica／ありがとう
  - 作詞：azumi　作曲：so-to　編曲：藤本和則・so-to
  - 集英社 「MORE」 CM曲
7. DREAMS COME TRUE／a little waltz
  - 作詞・作曲：吉田美和　編曲：中村正人
  - 2002年 「しぜんに。しぜんに。爽健美茶」 キャンペーンソング
8. 矢野顕子／ゆうぐれ(DUSK)
  - 作詞：一倉宏　作曲・編曲：矢野顕子
  - 「チロルチョコ」 CM曲
9. 川村結花／夕日が沈んだら
  - 作詞・作曲・編曲：川村結花
  - ハウス 「シチューミクス」 CM曲
10. 沢田知可子／少年時代
  - 作詞：井上陽水　作曲：井上陽水/平井夏美　編曲：小野澤篤
  - PlayStation 2 「ぼくのなつやすみ2・海の冒険編」 テーマ曲)
11. AJI／farewell
  - 作詞・作曲・編曲：橘哲夫
  - 朝日放送・テレビ朝日 「熱闘甲子園」 挿入曲
12. THE ECCENTRIC OPERA／あなたのとりこ
  - 作詞：Georges Aber　作曲：Jean Renard
13. Fayray／I'll save you
  - 作詞・作曲：Fayray　編曲：佐橋佳幸
  - Kanebo 「KATE」 CMソング